# 张日红
张日红（韓語：장일홍，1968年—），黑龙江绥化人，朝鲜族，中华人民共和国政治人物、第十二届全国人民代表大会黑龙江地区代表。
毕业于吉林大学企业管理专业，現任哈爾濱高山麗水飲食有限公司董事長。2013年，被选为全国人大代表。